# سروليك

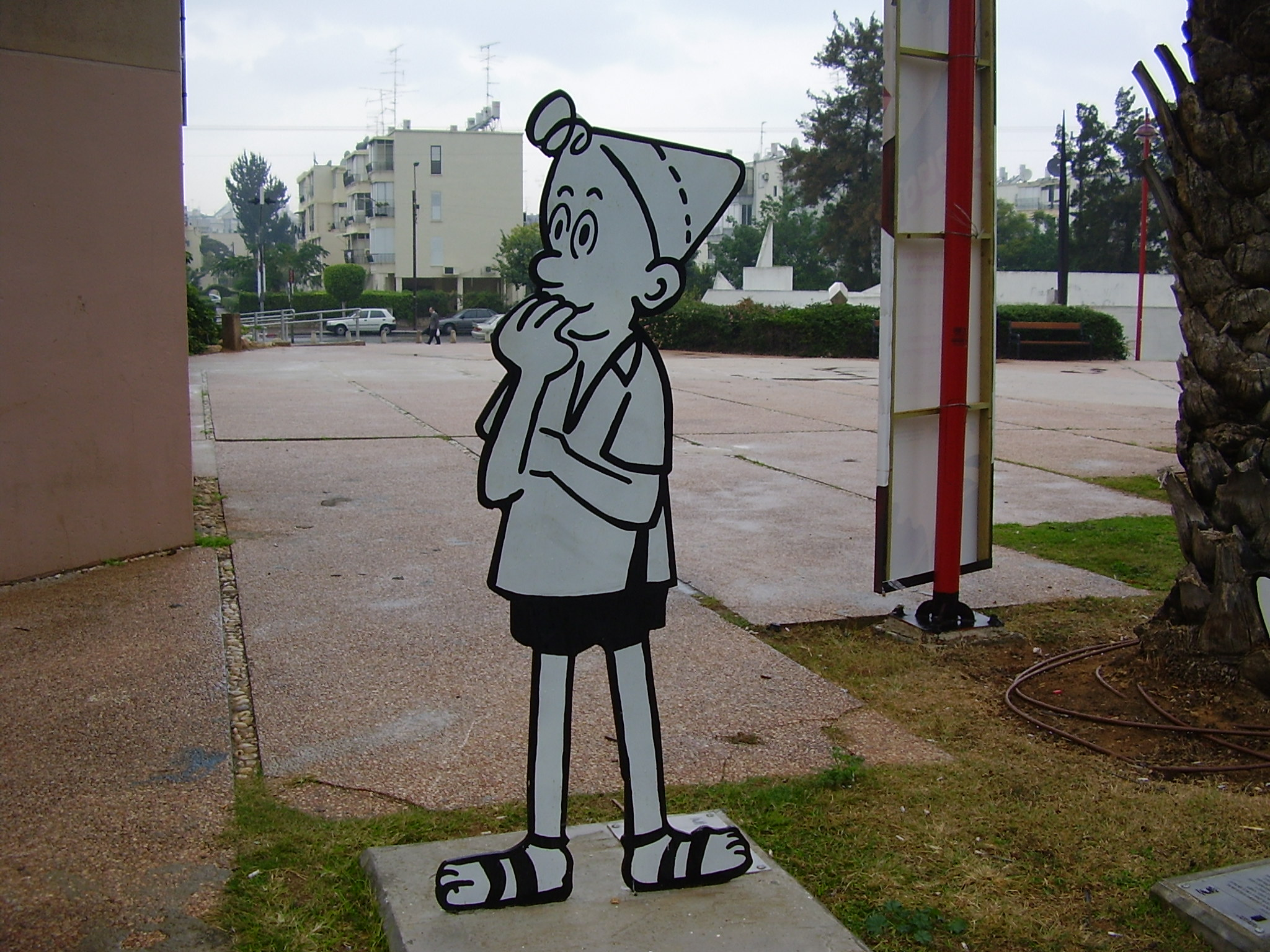
سروليك

سروليك (بالعبرية: שרוליק) هو شخصية كرتونية ترمز لاسرائيل، ابتكرها في عام 1956 رسام الكاركيتير الإسرائيلي المجري الاصل "Kariel Gardosh" كاريل غاردوش (15 أبريل 28 –1921 فبراير 2000) والمعروف اختصارا باسمه الفني (دوش)Dosh ، ظهرت هذه الشخصية لعدة سنين في صحيفة معاريف Maariv))الإسرائيلة.
يوسف لابيد " " Yosef Lapid المنتمي للتيار العلماني المناهض للاساليب الدينية في إدارة إسرائيل وزميل -دوش- في قسم التحرير الخامس بصحيفة معاريف الإسرائيلة وصف سروليك بأنه ايقونة إسرائيل تماما كما ماريان والعم سام هما رمزان لفرنسا والولايات المتحدة.

## يسرائيل
يسرائيل "Yisrael" (إسرائيل) وهو الاسم الشعبي لشخصية سروليك وهو شاب يافع يرتدي قبعة التمبل "Tembel hat" وهي مشابهة لقبعة البوكيت"bucket hat" وتمتلك رمزية في الثقافة الإسرائيلة الصهيونية كملابس يرتديها افراد الجيش الإسرائيلي «ما يسمي جيش الدفاع»، ويرتدي ما يمكن تسميته بالصنادل التوراتية " Biblical sandals " في إشارة الي مصدر هذا النوع من الصنادل التي تختلف عن الصنادل التي وجدت في مصر القديمة أو روما، ويرتدي الكاكي «سروال قصير». يمكن وصف سروليك بأنه رائد الصهيونية، محب إسرائيل، وهو مزارع متفرغ للزراعة الا في وقت الخطر فأنه يرتدي الزي الموحد «العسكري» استعدادا للدفاع عن «إسرائيل».
قام دوش برسم سروليك لصحيفة معاريف خلال الأحداث المعاصرة وخلال المناسبات الخاصة بالكيان الصهيوني (خلال الحرب يرتدي سروليك ملابس الحرب ويرسم ليزيد من قيم الشعب خلال الحرب).
اشار العديد الي ان شخصية سروليك هي شخصية مناقضة أو مناهضة للشخصية اليهودية التي كانت ترسم من قبل «المعادين للسامية» كما في صحيفة «المهاجم» «دير شتورمر» الصحيفة الرسمية للنازية الألمانية بقيادة «جوزف غوبلز» وبعض الصحف الأوروبية وهي الكيان الصهيوني لضم الصحف العربية لقائمة الصحف المعادية للسامية رغم ان هذه الصحف لم تحاول تنميط أو تفسير الشخصية الإسرائيلية اليهودية علي غرار ألمانيا النازية وجل التنميط جاء في دائرة النزاع العربي الإسرائيلي وضمن نطاق الحرب المعلنة «ما يسمي بالدعاية البيضاء» دوش نفسه يعد أحد الناجين من الهولكوست (المحرقة النازية).
كتب الصحفي والمحرر في جريدة معاريف الإسرائيلية "شالوم روزنفيلد" بين عامي 1980- 1974 قائلا:- "لم يعد سروليك مجرد علامة بارزة لرسوم دوش اليومية، ولكن كيان يقف بذاته كرمز لارض إسرائيل، جميل، حيوي، وبريء، مع شيء من الوقاحة (أو جرأة، الترجمة لكلمة " Chutzpah "اليديشية) وبطبيعة الحال اليهودي الجديد، بسبب تاريخنا وديننا والعلاقة بيننا وبين الشعودب التي استوعبتنا في بلدانها وثقافاتها تم صناعة صورة نمطية عن اليهودي غالبا لم تكن ايجابية في أعمال الفنانين العظام في الادب والشعر وفي الرسوم، تنوعت هذه الصور النمطية بين اليهودي المتجول وضيق الصدر المأساوي المثير للشفقة الاحدب وملتوي الانف- واليهودي سمين الشفاه الذي يحمل حزمة من الاوراق النقدية في جيوبه، وكنموذج رئيسي شخصية المرابي في رواية " شكسبير شايلوك " Shylock "" وشخصية اليهودي سوس في الفيلم النازي " اليهودي سوس" " اليهودي سوس (فيلم 1934) " حسب تفسير غوبلز، وفي العصر الحديث تأتي الرسوم الكاريكتيرية في الدول العربية.
شالوم روزنفيلد، معاريف، 2فبراير 2001

## حنظلة وسروليك

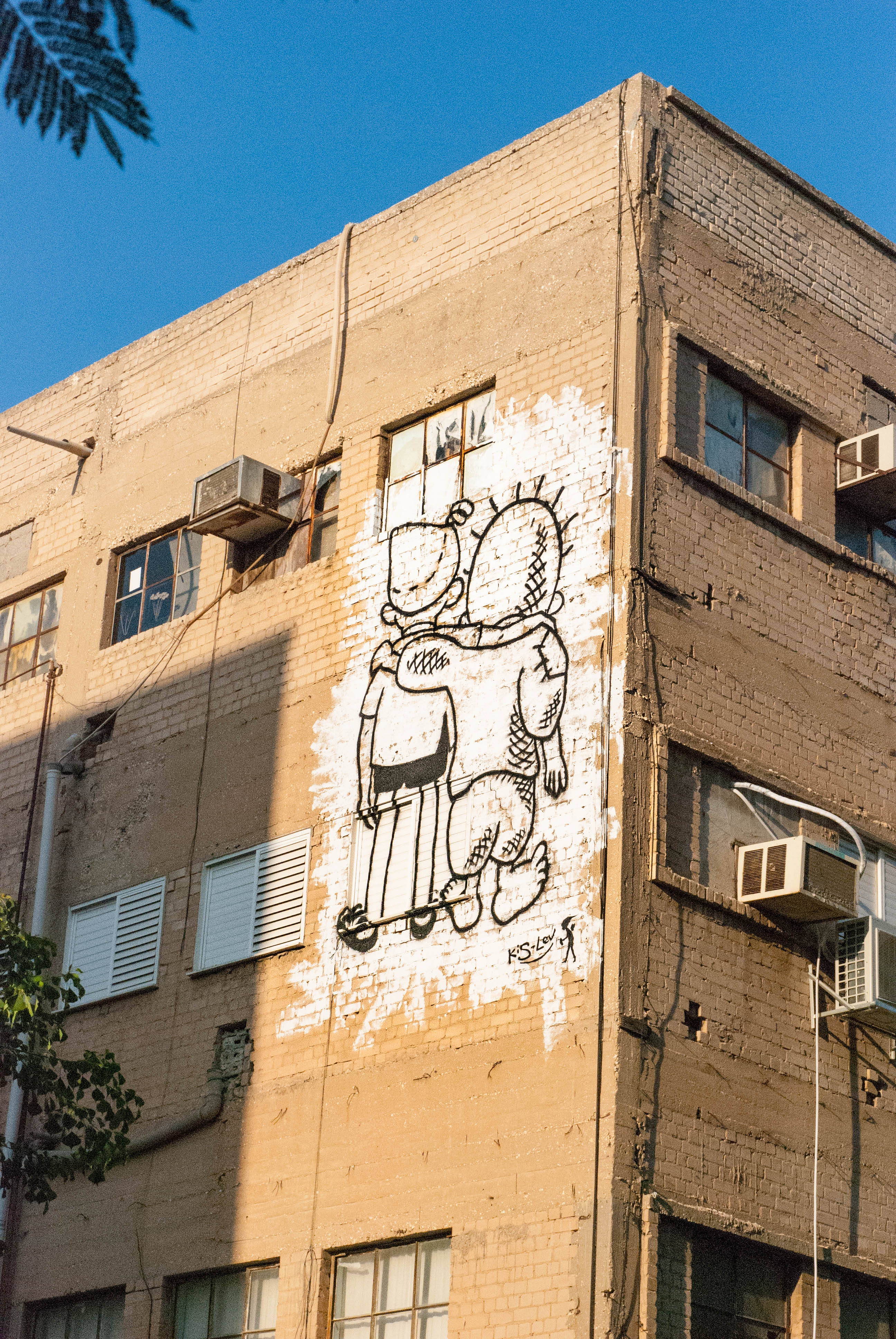
حنظلة وسروليك

في عام 2010 قام كاتب وفنان إسرائيلي يدعي غيل زوهار مع عدد من اصدقائه باختيار شخصيتي «حنظلة» و«سروليك» ورسمهما في جرافيتي يضمان يد بعضهما البعض إلى الأعلى للتعبير عن الحوار والسلام، رغم الجهل الإسرائيلي بشخصية حنظلة والجهل العربي بشخصية سروليك.
رغم ان شخصة سروليك ظهرت قبل شخصية حنظلة بسبعة عشر عاما الا ان الفروق بينهما تنفي أي نوع من التأثر بينهما وهذا لعدة أسباب منها ان الشخصيتين مجهولتين لكل من الفنانين وخصوصا الفنان العربي والفلسطيني الكبير ناجي العلي الذي لم تظهر هذه الشخصية «سروليك» الا بعد تهجيره من فلسطين كلاجئ في في لبنان بثمانية سنوات بالإضافة الي ان هذه الاصدارات لا تخرج من الأرض المحتلة الي أي من الدول العربية كما أن ناجي العلي كان رافضا أو مناهضا لاي تبادل ثقافي أو حوار مع الكيان الصهيوني (وهذا سبب خلافه مع الشاعر محمود درويش الذي اراد ان يمد الجسور مع اليسار الإسرائيلي) ولكن أهم شيء هو ذلك العمق في شخصية حنظلة والذي تفوق علي شخصية سروليك.
شخصية حنظلة مثلت الضمير العربي ومعاناة الفلسطيني والعربي والتي اكسبت ناجي العلي شهرة تعدت حدود المنطقة ليصبح ايقونة الفن الكاريكتيري في الشرق الأوسط واحد الرموز العالمية لفن الكاركتير في الفترة القصيرة التي قام فيها باصدار شخصيته بالمقارنة مع «دوش» الذي واصل عمله حتي العام 2000.